# Богдана Карадочева
Богдана Карадочева (болг. Богдана Карадочева; нар. 19 липня 1949, Софія) — болгарська естрадна співачка (меццосопрано). Почесна громадянка Софії.

## Біографія
Народилася 19 липня 1949 року в Софії в родині Івана Карадочева, де у неї був брат Бойчо.
Свою співочу кар'єру розпочала у віці 14 років. У 1965 році стала солісткою колективу «Студії-5». Була лауреатом першого фестивалю «Червона гвоздика» в 1967 році. У 1969 році завоювала головний приз фестивалю «Золотий Орфей».
У 1970-ті роки Богдана Карадочева виконувала пісні таких співаків, як Сальваторе Адамо, Жільбер Беко, Кліфф Річард, Шарль Азнавур і Жозефіна Бейкер. Гастролювала по багатьох країнах світу. У 1980-х роках вийшла заміж за Стефана Димитрова, з яким записала низку пісень; також співала в дуеті з Василом Найденовим. Для неї писали пісні композитори Зорниця Попова, Тончоо Русев, Найден Андреєв, Моріс Аладжем, Олександр Йосифов і багато інших. Її пісні видавалися у радянському журналі «Кругозір». 
Володар премії кращого болгарського співака за 1998 рік. Після 1999 року Карадочева працювала телевізійною ведучою.

## Зноски
1. ↑  ПОЧЕТНИ ГРАЖДАНИ НА СОФИЯ (удостоени през периода 1993 - 2023 г.). СТОЛИЧНА ОБЩИНА. СТОЛИЧЕН ОБЩИНСКИ СЪВЕТ. Процитовано 14 серпня 2025. (болг.)
2. ↑  Богдана Карадочева: Лили Иванова не е самотна, аз й се обаждам! [Архівовано 29 травня 2016 у Wayback Machine.] (болг.)